# Calliclava
Calliclava is een geslacht van weekdieren uit de klasse van de Gastropoda (slakken).

## Soorten
- Calliclava aegina (Dall, 1919)
- Calliclava albolaqueata (Carpenter, 1865)
- Calliclava alcmene (Dall, 1919)
- Calliclava craneana (Hertlein & Strong, 1951)
- Calliclava fasciata Fallon, 2016
- Calliclava jaliscoensis McLean & Poorman, 1971
- Calliclava lucida McLean & Poorman, 1971
- Calliclava pallida (Sowerby I, 1834)
- Calliclava palmeri (Dall, 1919)
- Calliclava rhodina McLean & Poorman, 1971
- Calliclava subtilis McLean & Poorman, 1971
- Calliclava tobagoensis Fallon, 2016
- Calliclava vigorata Fallon, 2016